# جوليان ريتشينجس
جوليان ريتشينجس (بالإنجليزية: Julian Richings) (و. 1956 – م) هو ممثل تلفزيوني، وممثل أفلام، وممثل من كندا، المملكة المتحدة . ولد في أكسفورد .

## التعليم
تعلم في جامعة إكسيتر

## جوائز
حصل على جوائز منها:
- Dora Mavor Moore Award.

## روابط خارجية
- جوليان ريتشينجس على موقع IMDb (الإنجليزية)
- جوليان ريتشينجس على موقع قاعدة بيانات الأفلام العربية
- جوليان ريتشينجس على موقع ألو سيني (الفرنسية)
- جوليان ريتشينجس على موقع أول موفي (الإنجليزية)
- جوليان ريتشينجس على موقع قاعدة بيانات الأفلام السويدية (السويدية)
- جوليان ريتشينجس على موقع إن إن دي بي (الإنجليزية)
- جوليان ريتشينجس على موقع قاعدة بيانات الفيلم (الإنجليزية)
- جوليان ريتشينجس على موقع كينوبويسك (الروسية)